# Mistrzostwa Polski w Biathlonie 2009
43. Mistrzostwa Polski w biathlonie 2009 odbyły się w Wiśle w dniach 3-7 kwietnia 2009.

## Mężczyźni

### Sprint – 10 km
| M | Zawodnik        | Klub                | Czas     | Kary |
| - | --------------- | ------------------- | -------- | ---- |
| 1 | Tomasz Sikora   | NKS Dynamit Chorzów | 28:10,5  | 1    |
| 2 | Łukasz Szczurek | BKS Kościelisko     | + 1:35,8 | 1    |
| 3 | Mirosław Kobus  | BKS Kościelisko     | + 1:38,5 | 2    |

Data: 03.04.2009

### Bieg pościgowy – 12,5 km
| M | Zawodnik       | Klub                | Czas     | Kary |
| - | -------------- | ------------------- | -------- | ---- |
| 1 | Tomasz Sikora  | NKS Dynamit Chorzów | 41:55,0  | 1    |
| 2 | Mirosław Kobus | BKS Kościelisko     | + 6:22,8 | 5    |
| 3 | Łukasz Witek   | AZS AWF Katowice    | + 6:55,8 | 5    |

Data: 04.04.2009

### Bieg indywidualny – 20 km
| M | Zawodnik        | Klub                | Czas      | Kary |
| - | --------------- | ------------------- | --------- | ---- |
| 1 | Tomasz Sikora   | NKS Dynamit Chorzów | 1:04.52,5 | 1    |
| 2 | Łukasz Szczurek | BKS Kościelisko     | + 06.27,5 | 3    |
| 3 | Łukasz Witek    | AZS AWF Katowice    | + 08.18,4 | 7    |

Data: 07.04.2009

### Sztafeta 4×7,5km
| M | Klub               | Zawodnicy                                                       | Czas      |
| - | ------------------ | --------------------------------------------------------------- | --------- |
| 1 | BKS WP Kościelisko | Adam Kwak, Krzysztof Pływaczyk, Mirosław Kobus, Łukasz Szczurek | 1:50.46,3 |
| 2 | AZS AWF Katowice   | Tomasz Puda, Sebastian Witek, Grzegorz Bril, Łukasz Witek       | + 00.20,7 |
| 3 | AZS AWF Wrocław    | Piotr Kotas, Mateusz Stec, Mariusz Leja, Mateusz Matusik        | + 11.22,0 |

Data: 06.04.2009

## Kobiety

### Sprint – 7,5 km
| M | Zawodniczka       | Klub                        | Czas     | Kary |
| - | ----------------- | --------------------------- | -------- | ---- |
| 1 | Krystyna Pałka    | AZS AWF Katowice            | 25:34,3  | 0    |
| 2 | Agnieszka Grzybek | MKS Karkonosze Jelenia Góra | + 0:01,7 | 2    |
| 3 | Paulina Bobak     | AZS AWF Katowice            | + 1:12,9 | 1    |

Data: 03.04.2009

### Bieg pościgowy – 10 km
| M | Zawodniczka       | Klub                        | Czas     | Kary |
| - | ----------------- | --------------------------- | -------- | ---- |
| 1 | Agnieszka Grzybek | MKS Karkonosze Jelenia Góra | 36:53,4  | 2    |
| 2 | Krystyna Pałka    | AZS AWF Katowice            | + 2:12,8 | 4    |
| 3 | Paulina Bobak     | AZS AWF Katowice            | + 3:24,2 | 3    |

Data: 04.04.2009

### Bieg indywidualny – 15 km
| M | Zawodniczka                  | Klub             | Czas      | Kary |
| 1 | Weronika Nowakowska-Ziemniak | AZS AWF Katowice | 1:03.35,5 | 3    |
| 2 | Krystyna Pałka               | AZS AWF Katowice | + 01.38,0 | 5    |
| 3 | Paulina Bobak                | AZS AWF Katowice | + 02.28,0 | 4    |

Data: 07.04.2009

### Sztafeta 4×6km
| M | Klub                        | Zawodniczki                                                                   | Czas      |
| - | --------------------------- | ----------------------------------------------------------------------------- | --------- |
| 1 | AZS AWF Katowice            | Paulina Bobak, Krystyna Pałka, Patrycja Hojnisz, Weronika Nowakowska-Ziemniak | 1:43.19,9 |
| 2 | MKS Karkonosze Jelenia Góra | Magdalena Nykiel, Agnieszka Grzybek, Izabela Pedyk, Izabela Daniło            | + 08.43,6 |
| 3 | BKS WP Kościelisko          | Maria Bukowska, Maria Mąka, Karolina Pitoń, Zuzanna Smolec                    | + 08.50,7 |

Data: 06.04.2009